# Bahnstrecke Opava–Hradec nad Moravicí
| |                      |                                          |                                          |
| Kursbuchstrecke (SŽ): | 315                  |                                          |                                          |
| Streckenlänge: | 5,263 km             |                                          |                                          |
| Spurweite: | 1435 mm (Normalspur) |                                          |                                          |
| Maximale Neigung: | 20 ‰                 |                                          |                                          |
| Streckengeschwindigkeit: | 60 km/h              |                                          |                                          |
| |                      |                                          |                                          |
| \| \| \| von Opava východ (km 0) \| \| \| \| 2,697 \| Odbočka Moravice \| Odbočka Moravice \| \| \| \| nach Horní Benešov \| \| \| \| 6,519 \| Anschluss \| Anschluss \| \| \| 6,632 \| Branka u Opavy früher Branka \| Branka u Opavy früher Branka \| \| \| 6,694 \| Anschluss \| Anschluss \| \| \| 7,950 \| Hradec nad Moravicí zastávka (1977–1996)[1] \| Hradec nad Moravicí zastávka (1977–1996)[1] \| \| \| \| Anschluss \| \| \| \| 7,950 \| Hradec nad Moravicí früher Grätz \| Hradec nad Moravicí früher Grätz \| \| \| 8,211 \| (Streckenende) \| (Streckenende) \| |                      |                                          |                                          |
| Strecke |                      | von Opava východ (km 0)                  | von Opava východ (km 0)                  |
| Blockstelle | 2,697                | Odbočka Moravice                         | Odbočka Moravice                         |
| Abzweig geradeaus und nach rechts |                      | nach Horní Benešov                       | nach Horní Benešov                       |
| Abzweig geradeaus und nach rechts | 6,519                | Anschluss                                | Anschluss                                |
| Haltepunkt / Haltestelle | 6,632                | Branka u Opavy früher Branka             | Branka u Opavy früher Branka             |
| Abzweig geradeaus und von rechts | 6,694                | Anschluss                                | Anschluss                                |
| ehemaliger Haltepunkt / Haltestelle | 7,950                | Hradec nad Moravicí zastávka (1977–1996) | Hradec nad Moravicí zastávka (1977–1996) |
| Abzweig geradeaus und ehemals von links |                      | Anschluss                                | Anschluss                                |
| Bahnhof | 7,950                | Hradec nad Moravicí früher Grätz         | Hradec nad Moravicí früher Grätz         |
| | 8,211                | (Streckenende)                           | (Streckenende)                           |

Die Bahnstrecke Opava–Hradec nad Moravicí ist eine regionale Eisenbahnverbindung in Tschechien, die ursprünglich als staatsgarantierte Lokalbahn Troppau–Grätz (tschech.: Místní dráha Opava–Grätz) errichtet und betrieben wurde. Sie zweigt bei Opava (Troppau) am Abzweig („Odbočka“) Moravice von der Bahnstrecke Opava východ–Horní Benešov ab und führt im Tal der Moravice nach Hradec nad Moravicí (Grätz).

## Geschichte
Ursprünglich sollte Grätz einen Bahnhof an der Hauptbahnverbindung Zauchtel–Troppau erhalten, deren Bau in den Jahren 1873–74 begonnen worden war. Die finanziellen Folgen der Wirtschaftskrise von 1873 ließen dieses Projekt jedoch scheitern.
Am 13. August 1904 wurde „der Stadtgemeinde Troppau die erbetene Konzession zum Baue und Betriebe einer als normalspurige Lokalbahn auszuführenden Lokomotiveisenbahn von der Station Troppau der k.k. priv. Kaiser-Ferdinands-Nordbahn unter eventueller Mitbenützung einer Teilstrecke der Linie Troppau–Bennisch dieser Bahngesellschaft nach Grätz“ erteilt. Teil der Konzession war die Verpflichtung, den Bau der Strecke sofort zu beginnen und binnen zwei Jahren fertigzustellen.
Das überwiegend von der öffentlichen Hand gezeichnete Kapital der Aktiengesellschaft Lokalbahn Troppau–Grätz betrug insgesamt 585.000 Kronen. Die Aktien befanden sich im Besitz des österreichischen Staates, dem Herzogtum Schlesien, der Stadt Troppau sowie einiger lokaler Interessenten. Sitz der Gesellschaft war Troppau. Am 28. Juni 1905 wurde die Strecke eröffnet.

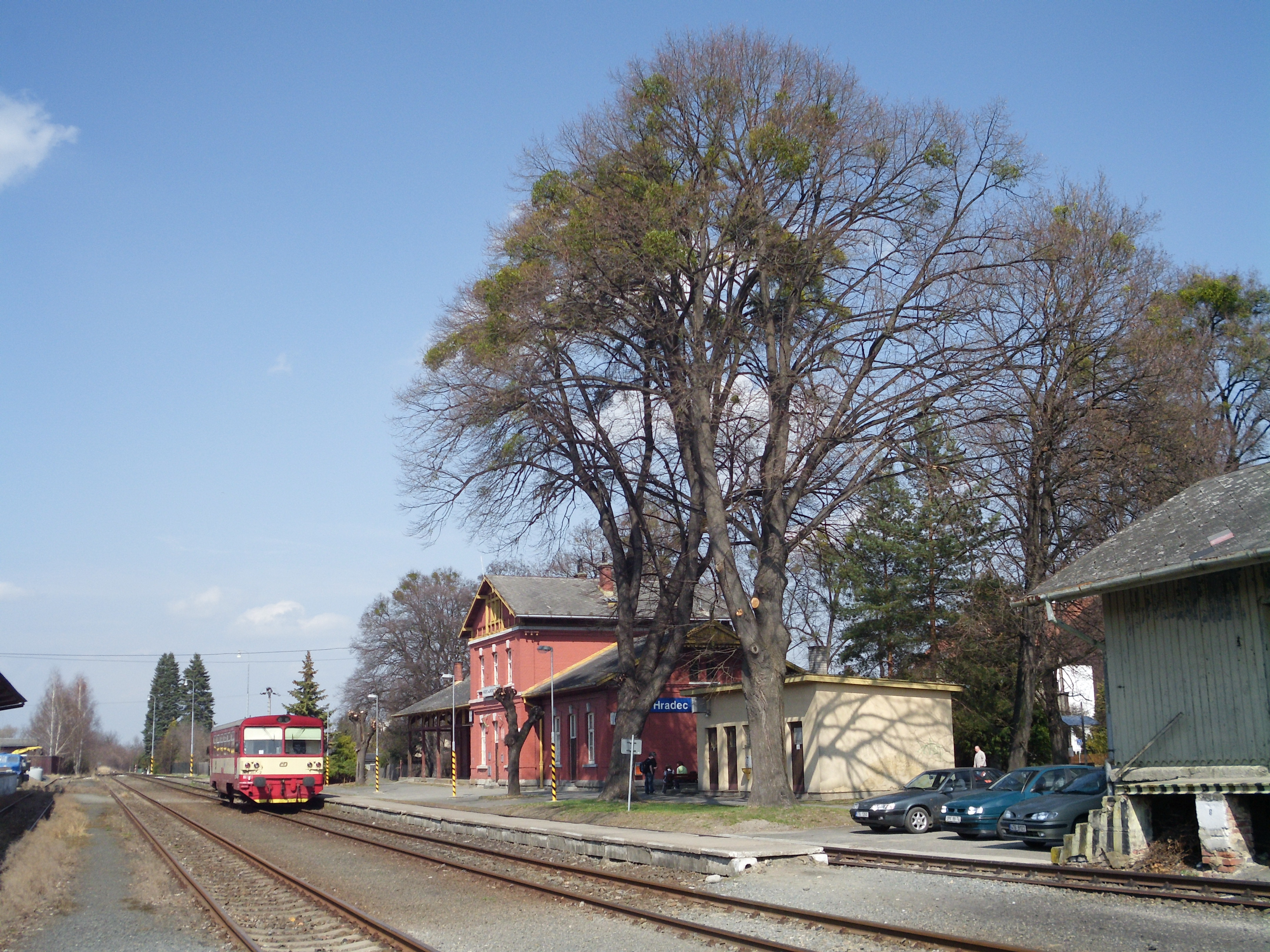
Bahnhof Hradec nad Moravici (2012)

Den Betrieb führte die k.k. privilegierte Kaiser-Ferdinands-Nordbahn (KFNB) für Rechnung der Lokalbahn Troppau–Grätz aus. Nach deren Verstaatlichung  ging diese Aufgabe am 1. Januar 1907 an die k.k. Staatsbahnen (kkStB) über. Nach dem Ersten Weltkrieg übernahmen die neugegründeten Tschechoslowakischen Staatsbahnen (ČSD) die Betriebsführung von den kkStB.
Die Verstaatlichung und Auflösung des Unternehmens kam infolge der Angliederung des Sudetenlandes an Deutschland im Herbst 1938. Das Gesetz vom 2. August 1940 „betreffend die Übernahme von Eisenbahnen im Reichsgau Sudetenland und in den in die Reichsgaue Oberdonau und Niederdonau eingegliederten Teilen der sudendeutschen Gebiete auf das Reich“ regelte u. a. die Verstaatlichung von neun Lokalbahnen mit einer Gesamtlänge von 169,77 km, an denen der tschechoslowakische Staat bereits die Mehrheit der Aktienanteile besessen hatte. Die Lokalbahn Troppau–Grätz gehörte fortan zum Netz der Deutschen Reichsbahn, Reichsbahndirektion Oppeln. Nach dem  Ende des Zweiten Weltkriegs kam sie wieder zu den ČSD.

## Fahrzeugeinsatz
Die betriebsführende KNFB beschaffte für Rechnung der Lokalbahn Troppau–Grätz zwei dreifach gekuppelte Tenderlokomotiven mit den Nummern 956 und 957 von der Lokomotivfabrik Floridsdorf. Die kkStB ordnete sie 1907 mit den Betriebsnummern 197.42 und 197.43 in ihr Nummernschema ein. Die ČSD gab den Lokomotiven 1924 die neuen Nummern 310.139 und 310.140. Die 310.139 wurde 1936 ausgemustert, die 310.140 kam 1939 als 98 7731 noch zur Deutschen Reichsbahn. Ihr weiterer Verbleib ist unbekannt.
Die Strecke wird heute im Personenverkehr meist von Einzel-Triebwagen bedient.